# 梅錦山川
梅錦山川株式会社（うめにしきやまかわ）は、愛媛県四国中央市にある酒造メーカー。2016年より白鶴酒造の子会社である。2005年まで西条市丹原町にて梅錦ガーデン丹原麦酒醸造所を運営していた。

## 沿革
- 1872年（明治5年）に山川由良太（ゆらた）が個人として創業。
- 1954年（昭和29年）に山川酒造合資会社として設立。
- 1991年（平成3年）には株式会社に改組し、梅錦山川株式会社となった。
- 1995年（平成7年）に地ビール製造の免許を取得し、「梅錦ビール[1]」の販売を開始。
- 1996年（平成8年）に周桑郡丹原町（現・西条市丹原町）に、梅錦ガーデン丹原麦酒醸造所をオープン（2005年（平成17年）に閉鎖）。
- 2016年（平成28年）3月30日、同年3月24日に神戸市の酒造メーカー白鶴酒造が発行済みの株式を100％取得し同社の完全子会社となったことを発表[2]。社長は前白鶴酒造販売企画部長の藤原康展[2] で、創業家の山川浩一郎は相談役[2] となる。理由は当時創業家の5代目社長であった山川浩一郎に後継者がいないためであり、コンサルタント会社と相談して事業承継する企業を探していた中、白鶴酒造による子会社化の話が持ち上がった[2]。社名・ブランド名はそのまま残し、関係者約20人の雇用は継続する[2]。

## 概要
- 全国新酒鑑評会では金賞の常連になっている。
- 1977年から2012年まで杜氏などを務めた「現代の名工」に選ばれた山根福平が1993年と同じ年に醸造した純米吟醸原酒「1993」とヴィンテージ日本酒として登場した[3][4]。
- 主屋[5]・仕込蔵は、国の登録有形文化財に登録されている。
- 1998年8月には、梅錦山川の呼びかけで、1998年7月から高松市で3回の四国各地の地ビール生産業者らによる懇話会が開催された[6][7]。同年9月9日には4県8社による「四国地ビール協議会」が発足し、共同での宣伝活動や、共同イベントを開催し販売促進活動を進めたり、技術研修会などを実施していくことになった[6][7]。協議会事務局は梅錦山川の社内に置かれた[6]。8社の内訳は香川県阿波うず潮ビール、愛媛県梅錦山川（梅錦ビール）、水口酒造（道後ビール）、ファーム（清流ビール、大洲水郷麦酒）、香川県は隆祥産業（讃州麦酒）、加ト吉観光（こんぴら麦酒）、高知県は土佐黒潮ビール（土佐黒潮麦酒）、よさこいビール（よさこいビール）であり、1998年時点での四国の全ビール製造業者が参加した[6][7]。初代の代表幹事には山川浩一郎が就任した[6][7]。

## 受賞歴
全国新酒鑑評会
平成14酒造年 - 29酒造年
- 「梅錦」金賞受賞 - 平成29年受賞

## 梅錦ガーデン丹原麦酒醸造所
梅錦は梅錦ガーデン丹原麦酒醸造所という食と酒をテーマにしたテーマパークを併設していた。地ビール醸造所・レストラン・ハーブ園・芝生広場・イングリッシュガーデンなどを備え、ヨーロッパスタイルの地ビールに加え、伊予柑や梅などを使った果汁酒が販売され、地元の食材や自家製ハーブを使った無国籍料理が提供されていた。ギリシャ建築を模した石柱が立ち並び、夜間のライトアップサービスも行われていた。梅錦ビールは全部で8種類が醸造されており、愛媛県第1号の地ビール醸造であった。ハーブ園は200種類6万株が植えられた規模の大きなもので、回遊路が整備されていた。レストランは100席を備える規模で、季節ごとにアレンジされた料理が提供された。地ビール醸造に先立ち、職員をドイツに派遣してビール醸造の研修を行った。また国内ではキリンビバレッジの協力で研修を行った。生産工程の管理のためにドイツからブラウマイスターも招いた。下面発酵のピルスナー、ボックと、上面発酵のペールエールに加え、地元産の伊予柑を使った発泡酒「伊予柑ビール」も製造した。真珠の研磨粉を溶かし、美容・健康に効果があるという触れ込みで「真珠ビール」という商品も取り扱った。
1996年から2005年5月までの9年間運営され、年間の来園者は20万人であった。周辺地域の人々にも親しまれていたが梅錦本体と同様に後継者問題で閉鎖された。閉鎖を惜しんだ地元民が営業継続を求める8000通の署名を梅錦に提出する事態となった。地元の要請を受けて事業の継承者を募ったがうまくいかなかった。閉鎖後も地ビールの醸造は施設内で継続されていたが、2013年にビール醸造設備も梅錦山川本社（愛媛県川之江市金田町）に移転した。2024年には梅錦山川本社にて5種類の地ビールの生産が継続されている。その後、梅錦ガーデン丹原麦酒醸造所の跡地は更地化され「えるく太陽光発電所」になった。

### 所在
愛媛県西条市丹原町関屋甲429-1

### 営業時間
午前11時から午後9時30分

### 交通
- JR予讃線／壬生川駅からタクシーで15分
- 平日のみJR松山駅からシャトルバスが出ていた